# سرهات تئومان
سرهات تئومان (به ترکی استانبولی: Serhat Teoman) (زادهٔ ۴ ژوئن ۱۹۸۳، دیاربکر) بازیگر سریال‌های تلویزیونی، سینما و تئاتر ترکیه است.

## زندگی‌نامه
وی در دوران وظیفه پدرش که سرباز بود در دیاربکر متولد شد. وی پس از پایان دوره متوسطه به همراه خانواده‌اش به ازمیر آمد. او فارغ‌التحصیل از دانشگاه دوکوز ایلول، دانشکده هنرهای زیبا، گروه هنرهای نمایشی، بازیگری است. تئومان با گذراندن دوره کارشناسی ارشد در گروه تئاتر دانشگاه میمار سینان، از اوایل دهه ۲۰۰۰ در صنعت تلویزیون فعالیت می‌کرد. در همان زمان، بازیگر جوان که در تئاتر بازی می‌کند، با شخصیت بوراک چاتالجالی، که در سریال کوزی گونی بازی کرد، توجه‌ها را به خود جلب کرد. سرهات تئومان، در سریال عشق فوری می‌خواستم، دکتر سینان و در سریال تلویزیونی از نقاشی کشیدن خودداری کنید باریش را به تصویر کشید. او در سریال تلویزیونی هسل نقش شخصیت کمیسر سینان را بازی کرد.
او زندگی تئاتری خود را با تئاتر باکس ادامه داد که با دوستانش بورا گولسوی، فاتح سونمز و امره ارکان تأسیس کرد. پس از بسته شدن جعبه تئاتر، سرهات تئومان فعالیت‌های سینمایی و تئاتر خود را با تولید GET که با امره ارکان بنیان نهاده بود، ادامه می‌دهد.

## فیلم‌شناسی

### مجموعه تلویزیونی
| سال       | نام                         | نقش             | یادداشت    |
| --------- | --------------------------- | --------------- | ---------- |
| ۲۰۲۱–     | سه سکه                      |                 | شو تی‌وی    |
| ۲۰۲۰–۲۰۲۱ | با مدیر برنامه ام تماس بگیر | سرکان تاهتاجی   | استار تی‌وی |
| ۲۰۱۹–۲۰۲۰ | کودک                        | علی کمال کاراسو | استار تی‌وی |
| ۲۰۱۸–۲۰۱۹ | دخترم                       | جمال            | تی‌وی ۸     |
| ۲۰۱۷      | هسل                         | کمیسر سینان     | استار تی‌وی |
| ۲۰۱۶      | از نقاشی کشیدن خودداری کنید | باریش           | آ تی‌وی     |
| ۲۰۱۵      | عشق فوری می‌خواستم           | سینان           | شو تی‌وی    |
| ۲۰۱۵      | سرویس فوری                  | سینان           | شو تی‌وی    |
| ۲۰۱۳      | درباریان امروز              | ساواش آتامان    | آ تی‌وی     |
| ۲۰۱۲–۲۰۱۳ | کوزی گونی                   | بوراک چاتالجالی | کانال د    |
| ۲۰۱۱      | عصر است                     | تاریک           | شو تی‌وی    |
| ۲۰۱۰      | آهنگ بی‌پایان                | مسوت            | آ تی‌وی     |
| ۲۰۰۹      | قدم مناسب عشق               | سلچوک           | فاکس       |
| ۲۰۰۸      | شب و روز                    |                 | کانال د    |
| ۲۰۰۸      | همه برای یکی                | اگه‌من           | کانال د    |
| ۲۰۰۸      | تیم دخترانه                 | تولگا           | فاکس       |
| ۲۰۰۷      | طرف اروپایی                 | دوست آلیجان     | آ تی‌وی     |
| ۲۰۰۷      | سوگند                       | علی سونات       | فاکس       |
| ۲۰۰۶      | نیمه دروغگوی من             | جنک             | استار تی‌وی |
| ۲۰۰۵      | عروسی خونین                 | ایلکر           | شو تی‌وی    |
| ۲۰۰۳      | زخم گلوله                   |                 | آ تی‌وی     |

### فیلم‌های کوتاه
- ملاقات
- چهار قانون عشق
- گرفتگی
- تصمیم نهایی

### بازی‌های تئاتر
- پراگما ۲۰۱۲/گت
- دوریان گری ۲۰۱۲/تئاتر کوتو
- بازی تعادل یک سزار ۲۰۰۹–۲۰۱۰/تئاتر کوتو
- موج ۲۰۰۷–۲۰۰۸/تئاتر دونکیشوت

## جوایز
- نهمین مسابقه فیلم کوتاه / بهترین بازیگر مرد دانشکده ارتباطات دانشگاه مرمره[۴]
- جشنواره فیلم کوتاه سینماپارک باشگاه ارتباطات دانشگاه گالاتاسرای / بهترین بازیگر مرد[۵]